# Рази, Саман
Саман Рази (перс. سامان رضی‎; род. 24 марта 1986 года, Решт, Иран) — иранский пауэрлифтер-паралимпиец. Бронзовый призёр летних Паралимпийских игр 2020 в Токио.

## Спортивные результаты
| Год  | Турнир                          | Место проведения | Категория | Результат | Место |
| ---- | ------------------------------- | ---------------- | --------- | --------- | ----- |
| 2016 | Летние Паралимпийские игры 2016 | Рио-де-Жанейро   | до 97 кг  | 221       | 4     |
| 2017 | Чемпионат мира                  | Мехико           | до 97 кг  | 218       | 4     |
| 2018 | Азиатские Параигры              | Джакарта         | до 107 кг | 235       | 3     |
| 2019 | Чемпионат мира                  | Нур-Султан       | до 107 кг | 230       | 4     |
| 2021 | Летние Паралимпийские игры 2020 | Токио            | до 107 кг | 231       | 3     |